# Rob Portman
Robert Jones Portman (19. prosince 1955, Cincinnati, Ohio) je americký právník a politik za republikánskou stranu. Od roku 2011 je senátorem USA za stát Ohio. V letech 1993–2005 byl poslancem Sněmovny reprezentantů, v níž zastupoval Ohio za druhý kongresový okres a v letech 2006–2007 za vlády prezidenta George W. Bushe vedl Úřad pro správu a rozpočet, který má na starosti rozpočet prezidenta Spojených států.
Portman je vedle senátorek Susan Collinsové a Lisy Murkowské považován za umírněného republikána. V lednu 2021 oznámil, že v roce 2022 nebude usilovat o znovuzvolení do senátu. Jeho nástupcem byl zvolen republikán a spisovatel J. D. Vance, který, na rozdíl od Portmana, neuznával výsledky prezidentských voleb v roce 2020.